# Šárka Musilová
Šárka Musilová, née le 6 janvier 1991 à Trutnov (Tchécoslovaquie), est une archère handisport tchèque concourant en W1.

## Carrière
En 2010, elle chute dans ses escaliers, se sectionne la moelle épinière et se retrouve en fauteuil roulant. Elle se rééduque par le sport et découvre le tir à l'arc, où elle rencontre David Drahonínský, avec qui elle concourt en équipes aujourd'hui.
Aux Jeux paralympiques d'été de 2020, elle remporte la médaille d'argent en individuel catégorie W1, battue en finale par la Chinoise Chen Minyi. Quelques jours auparavant, elle avait remporté le même métal dans l'épreuve par équipes mixte W1 avec Drahonínský. La paire avant déjà raflé le bronze dans la même épreuve aux Jeux paralympiques d'été de 2016.
Quatre ans plus tard aux Jeux paralympiques de Paris, elle est de nouveau battue par Chen Minyi 136-129 en finale de l'épreuve individuelle W1 puis en finale de l'épreuve par équipes, dans laquelle elle particpe aux côtés de Drahonínský.